# Lucena (Quezon)
Lucena è una città indipendente altamente urbanizzata (HUC) delle Filippine, geograficamente ubicata nella Provincia di Quezon, nella Regione di Calabarzon.
Pur essendo solitamente inserita nelle statistiche della Provincia di Quezon, di cui è anche il capoluogo, la città è amministrativamente indipendente da essa.
Lucena è formata da 33 barangay:
- Barangay 1 (Pob.)
- Barangay 2 (Pob.)
- Barangay 3 (Pob.)
- Barangay 4 (Pob.)
- Barangay 5 (Pob.)
- Barangay 6 (Pob.)
- Barangay 7 (Pob.)
- Barangay 8 (Pob.)
- Barangay 9 (Pob.)
- Barangay 10 (Pob.)
- Barangay 11 (Pob.)
- Barra
- Bocohan
- Cotta
- Dalahican
- Domoit
- Gulang-gulang

- Ibabang Dupay
- Ibabang Iyam
- Ibabang Talim
- Ilayang Dupay
- Ilayang Iyam
- Ilayang Talim
- Isabang
- Market View
- Mayao Castillo
- Mayao Crossing
- Mayao Kanluran
- Mayao Parada
- Mayao Silangan
- Ransohan
- Salinas
- Talao-talao